# Виллакьяра
Виллакьяра (итал. Villachiara, ломб. Vilaciàra) — коммуна в Италии, в провинции Брешиа области Ломбардия.
Население составляет 1283 человека (2008 г.), плотность населения составляет 77 чел./км². Занимает площадь 17 км². Почтовый индекс — 25030. Телефонный код — 030.
Покровителем населённого пункта считается святой Santa Chiara.

## Демография
Динамика населения:

## Администрация коммуны
- Официальный сайт: http://www.comune.villachiara.bs.it/